# DiskCryptor
DiskCryptor — вільне програмне забезпечення з відкритим вихідним кодом, призначене для шифрування всіх розділів дисків, у тому числі системних, зовнішніх пристроїв збереження інформації, USB-накопичувачів, створення зашифрованих CD та DVD, а також образів CD/DVD.
Розробку DiskCryptor, розпочату в 2007 році оригінальним автором ntldr, що припинилася в 2014 році, тепер продовжує DavidXanatos спільно з розробниками-помічниками.

## Можливості
- Використовує алгоритми шифрування AES-256, Twofish, Serpent, включаючи їх комбінації.[5]
- Підтримує повне шифрування диска, шифрування розділів та шифрування зовнішнього сховища.
- Прозоре шифрування дискових розділів.
- Повна підтримка динамічних дисків.
- Дозволяє мати кілька зашифрованих томів на одному диску.
- Підтримка дискових пристроїв з великим розміром сектора (важливо для роботи з апаратним RAID, потрібно для томів великого обсягу).
- Висока продуктивність роботи, порівнянна з продуктивністю незашифрованих системи.
- Підтримка апаратного прискорення шифрування AES:
  - Новий набір інструкцій AES для процесорів Intel та AMD;
  - Розширення PadLock[en] на процесорах VIA.
- Підтримка розширення TRIM на SSD-накопичувачах.
- Сумісність з 32-бітними та 64-бітними операційними системами Windows (XP, Vista, 7, 8, 8.1 та 10).
- Широкий вибір конфігурації завантаження шифрованої ОС. Підтримка різних варіантів мультизавантаження.
- Повна сумісність із завантаженням UEFI/GPT
- Повна сумісність зі сторонніми завантажувачами (LILO, GRUB і т. д.).
- Можливість розміщення завантажувача на зовнішньому носії та аутентифікації з використанням ключового носія.
- Шифрування системи та завантажувальних розділів із передзавантажувальною автентифікацією для захисту системи від несанкціонованого доступу.
- Підтримка ключових файлів.
- Повна підтримка зовнішніх пристроїв зберігання даних.
- Можливість створення зашифрованих CD і DVD.
- Можливість створення зашифрованих ISO-образів для безпечного зберігання даних.
- Повна підтримка шифрування зовнішніх USB-накопичувачів.
- Автоматичне монтування дискових розділів і зовнішніх накопичувачів.
- Підтримка гарячих клавіш і командного рядка.
- Загальна публічна ліцензія GNU GPLv3.[6]

## Історія версій
1. Версії DiskCryptor з 0.1 по 0.4 були повністю сумісні з TrueCrypt, оскільки використовували відповідний формат розділів і шифрували дані алгоритмом AES-256 в режимі LRW. Починаючи з DiskCryptor 0.5, програма використовує власний формат розділів, розроблений спеціально для шифрування розділів з даними на них, оскільки формат TrueCrypt спочатку призначався для створення порожніх томів. Це дозволило підвищити стабільність роботи DiskCryptor, усунути багато проблем, пов'язаних з файловими системами, і створити оптимальний формат для подальшої розробки програми.
2. Зашифрований базовий системний розділ не можна перетворювати в динамічний (після конвертації система не завантажиться).
3. При шифруванні системного або завантажувального розділів в паролі не можна використовувати національні символи. Якщо ваша клавіатура має QWERTZ або AZERTY розкладку, то необхідно використовувати тільки символи з набору [A-Z][a-z][0-9].[7]

| Версія | Білд    | Дата       | Опис |
| ------ | ------- | ---------- | --- |
| 1.1    | 846.118 | 2014-07-09 | - Покращено: Більш точна обробка написання заголовків томів. Знижений ризик втрати даних у процесі шифрування. - Виправлено: Деякі помилки сумісності з Windows 8. |
|        | 836.118 | 2014-06-25 | - Додано: сумісність з Windows 8.0 та 8.1. - Виправлено: BSOD при розшифровці форматованого обсягу. - Покращено: Виправлення помилок в коді. |
| 1.0    | 802.118 | 2014-01-01 | - Поліпшена: сумісність з perfmon (операції IO відображаються на вкладці Disk Activity). - Покращено: внутрішні покращення якості коду. - Виправлено: помилка з втраченою пам'яттю на деяких ноутбуках (карта e820 збільшена до 64 елементів). |
|        | 757.115 | 2013-01-03 | - Додано: workaround for AES-NI support on Hyper-V. - Додано: internal self-tests for PKDBF2 and XTS engines. - Виправлено: bug with data loss with some cases on VIA-PadLock. - Виправлено: regression with SSD detection on Windows XP. - Виправлено: bug with no FS creation when formatting from GUI. |
|        | 744.115 | 2012-12-14 | - Проект перенесено до Visual Studio 2010. - Покращено: 3tb+ disks detection. |
|        | 732.111 | 2011-05-23 | - Додано: Optimization for AVX instruction set. - Покращено: More stable benchmark results. - Покращено: Internal architecture. |
|        | 716.109 | 2010-10-23 | - Додано: Deny access to unencrypted devices option. - Додано: New command-line options. - Покращено: Compatibility of PXE booting. - Виправлено: помилки. |
|        | 711.107 | 2010-07-31 | - Виправлено: помилки. |
|        | 709.107 | 2010-06-29 | - Виправлено: помилки. |
|        | 708.107 | 2010-06-27 | - Додано: можливість змінювати розмір зашифрованих розділів засобами ОС (з остнасткі управління дисками). - Вилучено: підтримка Windows 2000. |
|        | 667.107 | 2010-05-16 | - Покращено: сумісність зі сторонніми завантажувачами. |
|        | 666.106 | 2010-05-09 | - Додано: оптимізована під SSE2 реалізація Serpent. Тепер Serpent поступається за швидкістю тільки апаратному AES. |
|        | 664.106 | 2010-05-08 | - Додано: оптимізація введення-виведення для SSD, що прискорює послідовний доступ в 1.5-2 рази. Оптимізація включається тільки якщо диск ідентифікується як SSD (відповідно до стандарту ATA-ACS8), якщо ваш SSD некоректно підтримує відповідну специфікацію, то оптимізація включена не буде, щоб не зробити гірше. Оптимізація може бути примусово відключена в налаштуваннях програми. - Додано: підтримка TRIM для SSD і можливість відключати обробку TRIM для збереження правдоподібного заперечення причетності (plausible deniability). Підтримка TRIM доступна тільки на Windows 7 і вище. - Змінено: значні зміни в архітектурі введення-виведення. |
| 0.9    | 593.106 | 2010-04-24 | Вироблено велику кількість архітектурних змін, спрямованих в основному на поліпшення продуктивності і спрощення коду. Продуктивність базової реалізації AES для x86 збільшена на 10-15 %, поліпшено оптимізацію паралельного шифрування для систем з великою кількістю процесорів (більш 8ми), переписана підтримка VIA-PadLock, що дозволило в рази прискорити AES на цій платформі. Додана підтримка інструкцій AES-NI, що дозволило підвищити продуктивність AES в 10-15 разів на відповідних процесорах. |
|        | 592.106 | 2010-04-05 | |
|        | 583.106 | 2010-03-09 | - Виправлено: помилка незареєстрованого виправлення обробника. |
|        | 573.105 | 2010-02-18 | - Додано: Малий завантажувач тільки з AES. Потрібен для сумісності з жадібними BIOS у режимі завантаження PXE. |
|        | 569.103 | 2010-02-14 | - Додано: нова оптимізація для режиму AES і XTS, більша продуктивність зараз! - Додано: плагін Vista-PE. - Покращено: значно продуктивність AES для процесорів VIA. - Покращено: сумісність завантажувача PXE. |
|        | 562.101 | 2009-11-28 | - Покращено: сумісність завантажувача PXE. |
|        | 561.98  | 2009-11-25 | - Додано: Підтримка інструкцій Intel AES-NI. - Різне: змінилися деякі невеликі проблеми. |
|        | 558.98  | 2009-09-12 | - Додано: Запобігання змінам стану живлення системи під час процесу шифрування. - Покращено: швидкість форматування гучності. - Виправлено: Відображення піктограми програми у програмі «Установка й видалення». - Виправлено: несумісність з робочою станцією Parallels BIOS. |
| 0.8    |         | 2009-07-28 | - Додано: Підтримка конфігурації buggy XP на ноутбуці Eee PC. - Додано: підтримка користувацьких збірок Windows Embedded. - Покращено: сумісність з режимом AHCI на чипсетах Intel. - Покращено: сумісність з деякими материнськими платами серверів. - Покращено: сумісність з Windows 7. - Покращено: деякі незначні проблеми. |
| 0.7    |         | 2009-05-31 | - Остання версія, викладена на SourceForge. - Додано: автоматичне видалення монтажних точок, доданих під час монтажу. - Додано: функція шифрування CD. - Додано: сумісність з Windows 7. - Додано: підтримка exFAT. - Додано: Installer. - Додано: Завантаження завантажувального диска MBR опції в недійсні дії пароля в завантажувач. - Додано: Нові ключі командного рядка. - Додано: Нова реалізація AES, оптимізована для процесорів з невеликою кеш-пам'яттю. - Додано: Підтримка завантаження з програмного обсягу RAID1. - Додано: Підтримка дисків з великим розміром сектора. - Додано: підтримка прискорення VIA PadLock AES. - Покращено: більш стабільні результати порівняльного аналізу. - Покращено: виявлення назви дисків SCSI. - Виправлено: Малі помилки. - Починаючи з цієї версії всі драйвера DiskCryptor містять коректну ЕЦП і можуть бути встановлені на Windows Vista x64 без відключення перевірки підпису (завдяки ReactOS Foundation). |
| 0.6a   |         | 2009-01-19 | - Додано: необов'язкове приховування $ dcsys $ файлу. - Додано: Відновлення шифрування після виходу з режиму hibernate. - Покращено: $ dcsys $ захист файлів. - Виправлено: помилка з виявленням імен HDD. - Виправлено: помилка з Vista висить на вимиканні. - Виправлено: Малі помилки в графічному інтерфейсі. |
| 0.6    |         | 2009-01-14 | - Виправлена помилка з пошкодженням томів при дефрагментації. - Виправлено: несумісність з PGP WDE 9.x. |
| 0.5    |         | 2008-12-26 | - Додано: підтримка Hibernation в частково зашифрованому стані. - Додано: підтримка ключових файлів. - Вилучено: сумісність з TrueCrypt та попередніми версіями DiskCryptor. - Вилучено: режим шифрування LRW. - Вилучено: функція SHA1-HMAC PRF. - Виправлено: вирішено багато проблем з шифруванням завантаження. - Виправлено: багато проблем із сумісністю апаратного забезпечення. - Різне: обмеження довжини пароля збільшено до 128 символів. |
| 0.4    |         | 2008-09-27 | - Остання повністю сумісна з TrueCrypt версія. - Додано: Twofish, Змійові шифри та шифровані ланцюжки. - Додано: режим шифрування XTS. - Додано: функція PRM HMAC-SHA-512 Pkcs5.2. - Додано: Розділ операції повторного шифрування. - Додано: Форматування розділів з шифруванням. - Додано: Резервне копіювання / відновлення операцій заголовка рівня гучності. - Додано: Керування точкою кріплення при монтажі / демонтажі. - Додано: ключ '-p' для консолі версії для введення пароля з командного рядка. - Покращено: паралельне шифрування з багатьма процесорами. - Покращено: вбудований тест. - Покращено: Сумісність з BIOS. - Вилучено: підтримуються завантажувачі з дискет. - Виправлено: Багато помилок. |
| 0.3    |         | 2008-07-17 | - Додано: консольна версія DiskCryptor. - Додано: Підтримка установки завантажувача на компакт-диск або будь-який завантажувальний пристрій. - Додано: функція вбудованого пароля у завантажувач. - Додано: Мульти завантаження та розширені параметри завантаження. - Додано: Обмежена розкладка клавіатури QWERTZ та AZERTY під час попередньої завантаження автентифікації. - Додано: Ефективне безпечне шифрування, зупинення та повернення шифрування. - Додано: Підказка паролю під час дешифрування та зміни пароля. - Додано: Додаткові параметри черги IO. Цей параметр дозволяє розбити багатопроцесорні запити введення / виводу (збільшити продуктивність до 50-400 %). - Додано: необов'язковий час очікування аутентифікації для попередньої завантаження автентифікації. - Додано: Повторна спроба автентифікації для попередньої завантаження автентифікації. - Додано: Інструмент тестування швидкості диска. - Додано: резервне копіювання заголовка вбудованого об'єму Заголовок резервного копіювання, зашифрований різною солью, необхідний для стійкості. - Додано: пропускати погані сектори при шифруванні. - Додано: вимірювач сили пароля. - Поліпшення безпеки: додано параметр стирання даних у процесі шифрування. - Поліпшення безпеки: додано очищення клавіатурного буфера BIOS, щоб запобігти витоку пароля (подробиці). - Покращено: Автозавантаження в Windows Vista. - Покращено: Оптимізовані внутрішні драйвери, покращена синхронізація. - Покращено: генератор випадкових чисел, більше джерел ентропії та дуже сильний дизайн безпеки. - Покращено: шифрування знімних пристроїв, більш правильне поводження з IRP. - Виправлено: Малі помилки. |
| 0.2.6  |         | 2008-03-18 | - Додано: Динамічні (LDM) диски підтримки. - Додано: нова архітектура завантажувача. - Додано: Плагін для BartPE. - Додано: Підтримка Windows Server 2008. - Поліпшення безпеки. Додано автоматичне стирання клавіш у пам'яті під час виключення, перезавантаження або сплячого режиму, щоб запобігти атакам «холодного завантаження». - Охорона здоров'я: Додано уникнути слабкості LRW. - Удосконалення системи безпеки: при зміні пароля видаляється заголовок обсягу за методом Гутмана, щоб запобігти відновленню попереднього пароля за допомогою магнітної мікроскопії. - Покращено: Автоматичне монтування. - Покращено: генератор випадкових чисел. - Покращено: Підтримка пристроїв шифрування з нестандартною MaximumTransferLength. - Виправлено: помилка з процесом шифрування може бути зупинена, якщо інший процес має високий рівень використання процесора. - Виправлено: помилка при використанні служби Тіньового копіювання у зашифрованому томі на win2003. - Виправлено: помилка з можливим помилкою шифрування на томах більше, ніж 4 Гб. |
| 0.2.5  |         | 2008-01-11 | - Додано: Скидання збоїв та функція шифрування hiberfil. - Додано: контроль витоків даних. Ця функція запобігає витоку даних через нешифровані системні файли. - Покращено: швидкість шифрування / розшифровки тиражу. - Виправлено: збій графічного інтерфейсу на Vista 64. - Виправлено: Помилка з розширеною розбиттям розділів на завантажувальному диску. - Виправлено: помилка з завантаженням неможливо з розділу FAT16. - Виправлено: помилка з тестом швидкості розшифровки. - Виправлено: Малі помилки у завантажувача. |
| 0.2    |         | 2007-12-19 | - Додано: Налаштування завантажувача. Зміна повідомлень про введення пароля та неправильний пароль. - Додано: Засіб виправлення завантажувача командного рядка. - Додано: тест швидкості шифрування. - Додано: Повна підтримка знімних пристроїв (зовнішні диски, USB-Sticks, кард-рідери). - Додано: Гарячі клавіші. - Додано: Налаштування програми. - Додано: Деякі дурні перевірки доказів. - Додано: Налаштування завантажувача поведінки при введенні неправильного пароля (призупинення / перезавантаження системи). - Додано: Підтримка пристроїв SCSI. - Додано: Про коробку. - Покращено: генератор випадкових чисел, який використовується для генерації ключів. Додано нові джерела ентропії. - Поліпшено: Extreme поліпшені криптографічні функції для архітектури x86. Підвищена швидкість в 1,5-1,7 рази в порівнянні з TrueCrypt 4.3. - Покращено: Повна підтримка Windows Vista. - Покращено: видалено порушення ліцензії за допомогою колективної ліцензії TrueCrypt. Весь код TrueCrypt переписаний. - Удосконалено: перезаписано більшу частину завантажувального коду, він стає меншим. - Виправлено: BSOD при видаленні знімного пристрою в процесі шифрування / дешифрування. - Виправлено: помилка з завантажувачем не встановлена, якщо ви починаєте процес шифрування без права адміністратора. - Виправлено: помилка з обсягом розшифровки на SATA ACHI диску. - Виправлено: помилка неможливо відформатувати зашифрований том. - Виправлено: Багато невеликих проблем із деякими спалахами та читачами карт. - Різне: тепер ви можете змінити ім'я драйвера під час встановлення. - Різне: Ліцензія змінена на GNU GPLv3.                                    |
| 0.1    |         | 2007-11-19 | Перший публічний реліз. |

## Криптоалгоритми що застосовуються
| Алгоритми  | Алгоритми |
| Шифрування | Хеш       |
| ---------- | --------- |
| AES-256    | SHA-512   |
| Serpent    |           |
| Twofish    |           |

Для додаткової безпеки користувачі також можуть вибрати комбінацію каскадних алгоритмів, яка забезпечить безпеку даних навіть у випадку, якщо один з алгоритмів буде зламаний.

## Безпека
Ключ шифрування генерується випадковим чином і зберігається в зашифрованому вигляді в першому секторі тома. Гарантією безпечної реалізації криптографічних алгоритмів є те, що вони перевіряються вбудованим тестом згідно з офіційними тестовими векторами, а відкритий вихідний код гарантує, що в програмі відсутні «чорні ходи».
Вільний відкритий код DiskCryptor є безперечною перевагою над пропрієтарним програмним забезпеченням для шифрування з аналогічним функціоналом, використання якого для захисту конфіденційних даних несе ризик прихованих платежів або уміщення бекдорів.

## Продуктивність
Криптографічні алгоритми для версії x86 реалізовані мовою асемблера, причому реалізація має максимальну кількість оптимізацій для процесорів Intel Core i5-i7, залишаючись при цьому достатньо швидкою і на будь-яких інших процесорах. Застосовано майже всі можливі покращення для підвищення продуктивності, зокрема — код алгоритму AES генерується динамічно, з оптимізацією під використання конкретного ключа. На багатопроцесорних системах операції шифрування можуть виконуватися паралельно, при цьому DiskCryptor автоматично вибирає оптимальний паралельний режим, в залежності від конфігурації системи. DiskCryptor також може використовувати апаратні розширення криптографії, якщо процесор їх підтримує.
На процесорі Intel Core 2 Quad Q6600 швидкість шифрування даних становить 104 МБ/с на ядро. Максимальна швидкість зчитування даних з одного жорсткого диска дорівнює 80 МБ/с, що дозволяє йому працювати з 5 різними дисками без втрати продуктивності при використанні вищезгаданого типу процесора. У випадку, якщо ваші диски не працюють під постійним високим навантаженням, то можна працювати з ще більшою кількістю дисків і на слабшій системі без втрати продуктивності.
DiskCryptor — це, мабуть, найшвидше програмне забезпечення для шифрування дискових томів.

## Підтримувані ОС
| Операційна система | Операційна система | Пакет оновлень | Розрядність |
| ------------------ | ------------------ | -------------- | ----------- |
| Windows            | 2000               | SP0-SP4        | x86         |
| Windows            | XP                 | SP0-SP3        | x86, x64    |
| Windows            | Server 2003        | SP0-SP2        | x86, x64    |
| Windows            | Vista              | SP0-SP2        | x86, x64    |
| Windows            | Server 2008        | SP0-SP2        | x86, x64    |
| Windows            | 7                  | SP1            | x86, x64    |
| Windows            | Server 2008 R2     |                | x64         |
| Windows            | 8 / 8.1            |                | x86, x64    |
| Windows            | 10                 |                | x86, x64    |